# Luxe.tv
LUXE.TV es una cadena de televisión internacional luxemburguesa exclusivamente consagrada al lujo en toda su diversidad.

## Historia
LUXE.TV fue creada por Jean Stock y Jean-Baptiste Stock en junio de 2006. La cadena es controlada por la familia Stock con cerca de 60% del capital. El resto está en manos de personalidades de los medios de comunicación europeos así como de Luxadvor, propiedad del ex-multimillonario ruso Sergueï Pougatchev.

## Programas
LUXE.TV es la primera cadena de televisión dedicada exclusivamente al mundo del lujo. Con equipos de producción presentes en 17 capitales del lujo en el mundo, LUXE.TV oferece programas de calidad consagrados al sector del lujo en toda su diversidad. Los programas son filmados íntegramente en alta definición. Difundida en alemán, inglés, español, francés, italiano y ruso, LUXE.TV llega a más de 360 millones de telespectadores en Asia, Europa, Medio Oriente y en el Norte de África.
La línea editorial de LUXE.TV es «¿Vinallada?» con el descubrimiento de las vitrinas del mundo del lujo. Los temas se articulan prioritariamente en torno a seis facetas del lujo: belleza y moda, joyería y relojería, arte de la casa, deportes y ocio, hoteles y gastronomía, coches, aviones y barcos.
El tratamiento de los temas se hace con los reportajes filmados por los equipos de LUXE.TV. Estos temas duran entre 5 y 8 minutos y presentan la particularidad de no incluir comentarios de periodistas: se articulan en torno a una o más entrevistas. Cada reportaje comienza por una pequeña introducción de una veintena de segundos que dan la información esencial. Esta voz femenina es una de las marcas de fábrica de LUXE.TV.
Los reportajes son filmados por equipos instalados en 17 capitales del lujo. Por ejemplo, en «News» se muestra las imágenes de actualidad LUXE.TV ha negociado acuerdos de suministro de imágenes con agencias de prensa.
La cadena eligió situarse de manera completamente complementaria de las otras ofertas. Así pues, difunde varias veces el mismo programa durante 24 horas para alcanzar un máximo de audiencia. Durante la semana, la "vitrina" se renueva todos los días. Luego, el fin de semana se propone un «Best-Of».

## Difusión
LUXE.TV se produce y es íntegramente propuesta en alta definición (HD). Se difunde también en norma digital actual (SD) con el fin de maximizar la audiencia desde el lanzamiento.
La cadena se difunde en inglés, en alemán, en francés, en italiano, en español y en ruso en Europa mediante los satélites Astra 19º2 E, HotBird, Eutelsat W3A, en Medio Oriente mediante Arabsat BADR4 y en Asia mediante Eutelsat W5.
| Área             | Vía... |
| ---------------- | --- |
| Asia             | Satélite «free-to-air» HD (Eutelsat W5) |
| África del Norte | Satélite «free-to-air» SD y HD (Arabsat BADR 4, Eutelsat HotBird) |
| Alemania         | Cable digital (Kabel BW, Primacom, wihelm.tel) Televisión por internet (Zattoo) |
| Bélgica          | Cable numérico (Coditel) Televisión por internet (Zattoo) |
| Europa           | Satélite «free-to-air» (Astra 19º2 E, Eutelsat, HotBird y W3A) |
| Francia          | Cable digital (SFR) Fibra óptica (CitéFibre, Erenis, Orange TV) Satélite (Nouveau Canalsa) Teléfonos móviles (Orange) Televisión por ADSL (Club Internet, DartyBox, Free, Orange TV y Alice) |
| Italia           | Satélite «free-to-air» (Eutelsat, HotBird y sobre SKY (#817)) |
| Luxemburgo       | Cable digital y analógico (Coditel, Eltrona y Siemens) |
| Medio Oriente    | Satélite «free-to-air» SD y HD (Arabsat BADR 4, Eutelsat HotBird) |
| Mónaco           | Cable digital (MC Cable) |
| Noruega          | Televisión por internet (Zattoo) |
| Suiza            | Televisión por ADSL (BluewinTV) |

- Datos: Q705112